# Ludovica Koch
Maria Ludovica Koch, nota anche con lo pseudonimo di Ausili Cefaro (Roma, 1941 – Copenaghen, 16 novembre 1993), è stata una germanista, traduttrice e scandinavista italiana.

## Biografia
Laureata con Mario Gabrieli sulla poesia scandinava, seguì anche i corsi di Mario Praz. Insegnò Lingue e letterature nordiche all'Orientale di Napoli e dal 1987 alla Sapienza di Roma. Fu redattrice delle riviste Aion, La rivista dei libri e Strumenti critici e collaboratrice delle pagine culturali de La Repubblica e del Terzo programma RAI. 
Per la traduzione del Beowulf vinse il Premio Mondello nel 1988.
Morì nel 1993 a 52 anni per un ictus mentre era in viaggio a Copenaghen.

## Opere

### Saggi
- L'alto, il basso, la seppia e la spirale. Studio sulle varianti a due liriche di Gunnar Ekelöf, Napoli, Istituto di Studi Orientali, 1977
- Fiamma da fiamma s'infiamma: sulle domande, sui silenzi e sulla teoria della conoscenza nell'epica germanica, a cura di Paolo Chiarini, in "Studi Germanici", s.s., 30-31, 1992-93, pp. 9-43
- Al di qua o al di là dell'umano. Studi e esperienze di letteratura, a cura di Gian Carlo Roscioni, Donzelli, Roma 1997 ISBN 88-7989-326-2 ISBN 978-28-656-1216-1.
- La lirica di Erik Johan Stagnelius, Milano: Ariele, 1998 ISBN 978-88-864-8049-9.

### Curatele e traduzioni
- Sigrid Undset, Opere, Milano: Fabbri, 1966
- Johannes Vilhelm Jensen, Racconti, Milano: Fabbri, 1967
- Hjalmar Bergman, I Markurell, Torino: Einaudi, 1982
- Gli scaldi. Poesia cortese d'epoca vichinga, Collana i millenni, Torino: Einaudi, 1984
- Edgar Allan Poe, Filosofia della composizione e altri saggi, Napoli: Guida, 1986
- Beowulf, Collana i millenni, Torino: Einaudi, 1987
- George Byron, Mazeppa - Beppo - La visione del Giudizio, Milano: Rizzoli, 1987; BUR, 1998
- August Strindberg, Il prezzo della virtù, Roma: Lucarini, 1988
- Capitoli in Poesia inglese, poesia olandese, poesia danese, poesia norvegese (con Vanna Gentili e Jeannette Ernestine Koch, parte di Parnaso Europeo, a cura di Carlo Muscetta), Roma: Lucarini, 1989
- Johann Wolfgang Goethe, Il divano occidentale-orientale (con Ida Porena e Filiberto Borio), Collana Classici, Milano: Rizzoli, 1990; BUR, 1997
- August Strindberg, Romanzi e racconti, 2 voll., Milano: Mondadori I Meridiani, 1991
- Jesper Svenbro, Epē, Bari: Levante, 1992
- Sassone Grammatico, Gesta dei re e degli eroi danesi (con Maria Adele Cipolla), Collana i millenni, Torino: Einaudi, 1993
- Søren Kierkegaard, Stadi sul cammino della vita, Collana Classici, Milano: Rizzoli, 1993; BUR, 2001
- La saga dei Völsunghi, Parma: Pratiche, 1994
- Edgar Allan Poe, Abitazioni immaginarie, a cura di Antonio Prete, Torino: Einaudi, 1997
- August Strindberg, Inferno, Milano: Mondadori, 2005
- Ovidio, Metamorfosi, trad. parziale (Libri I-IV), Fondazione Lorenzo Valla, 2005.